# Warren Mitchell
Warren Mitchell (nacido Warren Misell; 14 de enero de 1926 - 14 de noviembre de 2015) fue un actor británico, conocido por interpretar al intolerante cockney Alf Garnett en producciones televisivas, cinematográficas y teatrales desde la década de 1960 hasta la de 1990. Ganó un premio BAFTA de televisión y dos premios Laurence Olivier.
En la década de 1950, Mitchell apareció en los programas de radio Educating Archie y Hancock's Half Hour. También interpretó papeles secundarios en varias películas. En la década de 1960, saltó a la fama con el papel de Alf Garnett en la comedia televisiva de la BBC Hasta que la muerte nos separe (1965-75), creada por Johnny Speight, que le valió un BAFTA al mejor actor de televisión en 1967. Reinterpretó el papel en las secuelas televisivas Till Death... (ATV, 1981) y In Sickness and in Health (BBC, 1985-92), y en las películas Till Death Us Do Part (Hasta que la muerte nos separe, 1969) y The Alf Garnett Saga (La saga de Alf Garnett, 1972).
Otras de sus apariciones en el cine son Three Crooked Men (1958), Carry On Cleo (1964), The Spy Who Came In from the Cold (1965), The Assassination Bureau (1969) y Norman Loves Rose (1982). Poseía tanto la nacionalidad británica como la australiana y cosechó un éxito considerable en los escenarios de ambos países, ganando los premios Olivier en 1979 por Muerte de un viajante y en 2004 por El precio.

## Primeros años de vida
Mitchell nació y creció en Stoke Newington, Londres. Su padre era comerciante de cristal y porcelana. Su familia eran judíos rusos(originalmente llamados "Misell").
Se interesó por la actuación desde muy joven y asistió a la Academia de Arte Dramático Gladys Gordon de Walthamstow desde los siete años. Obtuvo buenos resultados en la Southgate County School (convertida en la Minchenden School, una escuela diferente a la Southgate School ), una escuela estatal de gramática en Palmers Green, al norte de Londres.  Después estudió Química Física en el Colegio Universitario de Oxford, como cadete de la Real Fuerza Aérea en un cursillo universitario de seis meses que las fuerzas armadas patrocinaban para posibles oficiales. Allí conoció a su coetáneo, Richard Burton, y juntos se alistaron en la RAF en octubre de 1944. Completó su formación de navegante en Canadá justo al finalizar la Segunda Guerra Mundial.
Su esposa, Constance Wake (1928-2017), fue actriz de cine y televisión en Behind the Headlines (1956) y Maigret (1960), entre otras.

## Carrera profesional
La descripción que Richard Burton hizo de la profesión de actor le convenció de que sería mejor que terminar la carrera de Química, por lo que Mitchell asistió a la RADA durante dos años y actuó por las noches en el Unity Theatre de Londres.Tras un breve periodo como pinchadiscos en Radio Luxemburgo, en 1951, Mitchell se convirtió en un versátil actor profesional con papeles en teatro, radio, cine y televisión. Su primera emisión fue como habitual en el programa de radio Educating Archie, lo que le llevó a aparecer en las versiones de radio y televisión de Hancock's Half Hour.
A finales de la década de 1950, aparecía regularmente en televisión: como entrenador de Sean Connery en el drama de boxeo Requiem for a Heavyweight (1957), con Charlie Drake en la comedia de situación Drake's Progress (BBC, 1957) y un papel principal en Three 'Tough' Guys (ITV, 1957), en la que interpretaba a un criminal chapucero. También apareció en varios episodios de Armchair Theatre. Durante el primero de ellos, Underground (1958), uno de los actores principales murió durante la representación en directo. También tuvo papeles en Los Vengadores, además de en muchas series dramáticas de la ITC, como: Guillermo Tell, Los cuatro justos, Sir Francis Drake, Danger Man y como invitado recurrente en The Saint, como en el segundo episodio de la primera temporada, "The Latin Touch" en 1962, en el que interpreta a un taxista italiano.
Debutó en el cine en Manuela (1957), de Guy Hamilton, y comenzó una carrera de papeles menores como siniestro agente extranjero, ayudado por su prematura calvicie y su facilidad para los acentos de Europa del Este. Apareció en The Roman Spring of Mrs. Stone (1961), la película de terror de Hammer La maldición del hombre lobo (1961), Carry On Cleo (1964), Where Has Poor Mickey Gone? y Help! (Richard Lester, 1965) e interpretó papeles principales en All the Way Up (James MacTaggart, 1970), The Chain (Jack Gold, 1984), The Dunera Boys (Ben Lewin, 1985) y Foreign Body (Ronald Neame, 1986).
En 1965, Mitchell interpretó el papel por el que se hizo más conocido, el de Alf Garnett, un cockney fanático del West Ham United que votaba a favor de los conservadores, en una obra para la serie de la BBC Comedy Playhouse, emitida el 22 de julio de 1965. Se trataba de la edición piloto de la serie de larga duración Till Death Us Do Part, con Gretchen Franklin, Una Stubbs y Anthony Booth. El papel de mamá, interpretado por Franklin, fue sustituido por Dandy Nichols cuando el programa se convirtió en serie. El personaje de Mitchell en la vida real era diferente del de Alf Garnett, ya que era judío, votante laborista y seguidor incondicional del Tottenham Hotspur. El programa se emitió de 1966 a 1975, en siete series, con un total de 53 episodios de 30 minutos. Aunque la serie pretendía satirizar el racismo, en realidad también se ganó el apoyo de muchos racistas intolerantes que percibían a Alf como "la voz de la razón".
Mitchell volvió a interpretar el papel de Alf Garnett en las películas Till Death Us Do Part (Hasta que la muerte nos separe, 1969) y The Alf Garnett Saga (La saga de Alf Garnett, 1972), en la serie de ATV Till Death... (Hasta la muerte..., 1981) y en la serie de la BBC In Sickness and in Health (En la enfermedad y en la salud, 1985-92). También volvió a interpretar el papel de Alf Garnett en 1983 en la serie de televisión The Main Attraction, en la que cómicos recreaban sus famosos números del pasado ante un público en directo y por televisión (similar a An Audience with..., que comenzó en 1976). En 1997 interpretó el papel en An Audience with Alf Garnett. Ese mismo año, ITV emitió una serie de miniepisodios titulada A Word With Alf, en la que aparecían Alf y sus amigos. Todas las series y las dos películas fueron escritas por Johnny Speight. Cuando Speight murió en 1998, el personaje de Alf Garnett fue retirado a petición de Mitchell.
Mitchell tuvo una larga y distinguida carrera en teatro y televisión. ¡Otros papeles en la pequeña pantalla incluyeron una serie de 13 episodios, Men of Affairs, con Brian Rix (ITV, 1973-74), basada en la farsa de éxito del West End Don't Just Lie There, Say Something! También actuó en 1975 en Play for Today (demostrando que podía interpretar un papel serio en el episodio Moss), como William Wardle, un contable corrupto en el episodio Big Spender de The Sweeney (Thames Television para ITV, 1978), Lovejoy (BBC), Waking the Dead (BBC), Kavanagh QC (Central Television para ITV, interpretó a un superviviente de un campo de concentración en el episodio Ancient History), como Shylock en El mercader de Venecia (BBC, 1980) y Gormenghast (BBC, 2000). En 1991 interpretó a Ivan Fox, un judío ateo de Londres que vive en Belfast, en So You Think You've Got Troubles, una serie cómica de la BBC One escrita por Maurice Gran y Laurence Marks.
En 2001, apareció en un episodio especial de Navidad de Last of the Summer Wine, "Potts in Pole Position".
Fue uno de los protagonistas del programa de televisión This Is Your Life en 1972, cuando fue sorprendido por Eamonn Andrews.
Sobre el escenario, recibió elogios de la crítica por sus interpretaciones de Willy Loman en Muerte de un viajante, de Arthur Miller, en el National Theatre dirigida por Michael Rudman (1979, siendo Stephen Barry quien interpretó originalmente el papel en el Playhouse de Perth, Australia); The Caretaker, de Harold Pinter, en el National Theatre; The Homecoming, de Pinter, en el Comedy Theatre de Londres (1991) y The Price, de Miller, en el Apollo Theatre en 2003.
Mitchell interpretó varios papeles musicales a lo largo de su dilatada carrera, empezando por el papel de Theophile en la producción original londinense de Can-Can y el pequeño papel de Crookfinger Jake en The Threepenny Opera. También cantó brevemente en la película Till Death Do Us Part e interpretó a Alfred Doolittle en el álbum de estudio de My Fair Lady, Music Hall Songs, canciones de la Primera Guerra Mundial, y otras grabaciones como The Writing's on the Wall, de 1967, en la CBS, todas ellas en la persona de Alf Garnett, que también se publicaron en LP y en forma de sencillo de 45 rpm en Gran Bretaña y Australia.
En 2008, a la edad de 82 años, Mitchell actuaba junto a Ross Gardiner en los Estudios Trafalgar, en el West End londinense, en el papel de un tintorero jubilado en el retrato de Jeff Baron de la vida judío-estadounidense Visiting Mr. Green.

## Premios
En 1976, su espectáculo unipersonal The Thoughts of Chairman Alf ganó el Evening Standard Theatre Award a la mejor comedia del West End londinense. En 1982, recibió un premio del Instituto de Cine Australiano al mejor actor de reparto por la película Norman Loves Rose. Recibió dos Premios Laurence Olivier de Teatro por interpretar a Willy Loman en Muerte de un viajante, de Arthur Miller (National Theatre, 1979), y como mejor actor secundario en una representación de 2003 de The Price, también de Miller. Su papel en Muerte de un viajante le valió también el premio Evening Standard Theatre al mejor actor y fue muy elogiado por Peter Hall. Según se dice, Miller describió la actuación de Mitchell como "una de las mejores interpretaciones del papel que había visto nunca".
| Año  | Premio                             | Categoría                                        | Obra                  | Resultado |
| ---- | ---------------------------------- | ------------------------------------------------ | --------------------- | --------- |
| 1967 | Premio BAFTA TV                    | Mejor Actor                                      | Till Death Us Do Part | Ganó      |
| 1979 | Premio Laurence Olivier            | Actor del año en un reestreno                    | Muerte de un viajante | Ganó      |
| 1979 | Premios Evening Standard de Teatro | Premios Evening Standard de Teatro a Mejor Actor | Muerte de un viajante | Ganó      |
| 1982 | Premios AACTA (AFI)                | Mejor actor de reparto                           | Norman Loves Rose     | Ganó      |
| 2004 | Premio Olivier                     | Mejor interpretación de reparto                  | The Price             | Ganó      |

## Vida personal y fallecimiento
Mitchell se describió a sí mismo en una entrevista como ateo, pero también declaró que "disfrutaba siendo judío". Fue patrono de la Asociación Humanista Británica. En 1951 se casó con Constance Wake, actriz que apareció en series de televisión de principios de los sesenta como Maigret. Tuvieron tres hijos, Daniel, Rebecca y Anna. 
Durante más de 20 años, Mitchell padeció dolores por lesiones nerviosas causadas por mielitis transversa, y era simpatizante de la Fundación para la Neuropatía.Sufrió un derrame cerebral leve en agosto de 2004. Volvió a los escenarios una semana después, retomando su elogiado papel de viejo judío cascarrabias en The Price, de Arthur Miller.
En agudo contraste con su característico personaje de Alf Garnett (que era un conservador acérrimo), Mitchell era socialista y simpatizante del Partido Laborista, que creía que en las elecciones a la dirección del Partido Laborista de 2010 faltaban incendiarios.
Mitchell falleció en el Royal Free Hospital de Hampstead, Londres, el 14 de noviembre de 2015, dos meses antes de cumplir 90 años tras una larga enfermedad.

## Filmografía seleccionada

### Películas
- Five Days (1954) como Hombre riendo en un bar (no acreditado)
- The Passing Stranger (1954) (sin acreditar)
- Manuela (1957) como Moss
- Barnacle Bill (1957) como Artie White
- Girls at Sea (1958) como Arthur
- The Trollenberg Terror (1958) como Prof. Crevett
- Three Crooked Men (1959) como Walter Prinn
- The Stranglers of Bombay (1959) como Comerciante (no acreditado)
- Tommy the Toreador (1959) como Waiter
- Two-Way Stretch (1960) como Tailor
- Hell Is a City (1960) como Comerciante Viajero
- Doctor in Love (1960) como Gerente Haystack Club (no acreditado)
- The Boy Who Stole a Million (1960) como Pedro
- Surprise Package (1960) como Klimatis
- The Pure Hell of St Trinian's (1960) como Tailor
- The Curse of the Werewolf (1961) como Pepe Valiente
- Don't Bother to Knock (1961) como Camarero
- The Roman Spring of Mrs. Stone (1961) como Giorgio
- The Silent Invasion (1962) como Robert
- Postman's Knock (1962) como Rupert
- Operation Snatch (1962) como hombre Contacto
- Village of Daughters (1962) como Puccelli (un padre)
- The Main Attraction (1962) como Propietario de cafetería (no acreditado)
- We Joined the Navy (1962) como Marcel el "Honesto"
- The King's Breakfast (1963) como El profesor de gimnasia (corto)
- Edgar Wallace Mysteries episodio: Incident at Midnight (1963) como Químico
- The Small World of Sammy Lee (1963) como Lou Leeman
- Unearthly Stranger (1963) como Prof. Geoffrey D. Munro
- Calculated Risk (1963) como Simmie
- The Sicilians (1964) como O'Leary
- Seventy Deadly Pills (1964) como Lofty
- Carry On Cleo (1964) como Spencius
- Where Has Poor Mickey Gone? (1964) como Emilio Dinelli, el Mago (con Ottilie Patterson)
- The Intelligence Men (1965) como Prozoroff
- The Spy Who Came In from the Cold (1965) como Sr. Zanfrello
- San Ferry Ann (1965) como Maitre d'Hotel
- Help! (1965) como Abdul
- Promise Her Anything (1965) as Frank Focus / Panel Moderator
- Night Caller from Outer Space (1965) como Reg Lilburn
- The Sandwich Man (1966) como Gypsy Sid
- Drop Dead Darling (1966) como Conte de Rienz / Maximillian
- The Jokers (1967) como Lennie
- Dying for a Smoke (1967) como Old Nick O'Teen (voz)
- Diamonds for Breakfast (1968) como Popov
- Till Death Us Do Part (1969) como Alf Garnett
- The Assassination Bureau (1969) como Herr Weiss
- The Best House in London (1969) como Conde Pandolfo
- Moon Zero Two (1969) como Hubbard
- All the Way Up (1970) como Fred Midway
- Innocent Bystanders (1972) como Omar
- The Alf Garnett Saga (1972) como Alf Garnett
- What Changed Charley Farthing? (1975) como MacGregor
- Jabberwocky (1977) como Mr. Fishfinger
- Stand Up, Virgin Soldiers (1977) como Morris Morris
- Meetings with Remarkable Men (1979) como Padre de Gurdjieff
- Norman Loves Rose (1982) como Morris
- The Plague Dogs (1982) como Tyson / Wag (voz)
- The Chain (1984) como Bamber
- Foreign Body (1986) como I.Q. Patel
- Knights and Emeralds (1986) como Sr. Kirkpatrick
- Kokoda Crescent (1988) como Stan
- Brahms and the Little Singing Girls (1996) como Brahms
- Crackers (1998) como Albert Hall
- The 10th Man (2006) como Coleman (corto)

### Televisión
- The Children of the New Forest (1955) como Oliver Cromwell
- Hancock's Half Hour (1956–9) como varios personajes (5 episodios)
- No Shepherds Watched (1957) como Boxer Baxter (Película para TV)
- The Man Who Was Two (1957) como Vickery (1 episodio)
- Requiem for a Heavyweight (1957) como Army
- Nicholas Nickleby (1957) como Caballero con ropa pequeña (1 episodio)
- Big Guns (1958) como Kegworthy (5 episodios)
- Dick and the Duchess (1958) como Charlie Burrows (1 episodio)
- Starr and Company (1958) como Charlie Rogers (3 episodios)
- The Larkins (1958) como Maxie Green (1 episodio)
- The Vise (1958) como Ben Chou (1 episodio, no acreditado)
- Underground (1958) como Stan
- William Tell (1959) como Carlo
- Interpol Calling (1959) como Willi (1 episodio)
- The Four Just Men (1959) como George Rudley (1 episodio)
- No Hiding Place (1960–2) como Miles Webber, Bembo (2 episodios)
- Knight Errant Limited (1960) como Jefe de Policía (1 episode)
- Man from Interpol (1960) como Jefe de Policía (1 episode)
- Danger Man (1960–6) como varios personajes (5 episodios)
- Bootsie and Snudge (1961–3) como varios personajes (5 episodios)
- Colonel Trumper’s Private War (1961) como Prof. Pan Malcov (5 episodios)
- Deadline Midnight  (1961) como Andre Gudenian (1 episodio)
- Sir Francis Drake (1961) como Roberto (1 episodio)
- Maigret (1961) como Aristide (1 episodio)
- Comedy Playhouse: Cliquot et Fils (1961) como Alphonse Lagillarde
- Comedy Playhouse: The Channel Swimmer (1962) como Austin
- Suspense (1962) como Mullen (1 episode)
- Brothers in Law (1962) como George Coles (1 episodio)
- Man of the World (1962) como Alex (1 episodio)
- Ghost Squad (1962–3) como Mahmoud, Alfiat (2 episodios)
- The Saint  (1962–3) como Marco Di Cesari (3 episodios)
- Z-Cars (1962) como Morrie Morris (1 episodio)
- Crane (1963) como Julius Dorfmann (1 episodio)
- The Human Jungle (1963) como Deacon Hobbs (1 episodio)
- Mauspassant (1963) como Monsieur Dubois  (1 episodio)
- Zero One (1963) como Suleman Bey, Capitán Awad (2 episodios)
- Harry's Girls (1963) como el Director (1 episodio)
- Our Man at St. Mark's (1963) como Joe Meyer (1 episodio)
- The Sentimental Agent (1963) como Pugh (1 episodio)
- The Avengers (1963–7) como varios personajes (3 episodios)
- Sergeant. Cork (1964) como Kendrick (1 episodio)
- Detective (1964) como Roscovitch (1 episodio)
- The Graham Stark Show (1964) como varios personajes (1 episodio)
- The Indian Tales of Rudyard Kipling (1964) como Dina Da (1 episodio)
- The Big Noise (1964) como Willy Lyman (1 episodio)
- Redcap (1964) como inspector Grigoriou (1 episodio)
- A Little Big Business (1965) como Dr. Froehling (1 episodio)
- Comedy Playhouse: Till Death Us Do Part (1965) como Alf Ramsey
- Gaslight Theatre (1965) como varios personajes (5 episodios)
- Out of the Unknown: The Fox and the Forest (1965) como Joe
- The Wednesday Play: Calf Love (1966) como Herr Westermann
- Court Martial (1966) como Guido Orsini (1 episodio)
- Frankie Howerd (1966) como agente Francis (1 episodio)
- Lee Oswald Assassin (1966) como Spas T.Raikin
- Pardon the Expression (1966) como Harvey Clawson (1 episodio)
- The Man in Room 17 (1966) como Petropolous (1 episodio)
- Till Death Us Do Part (1966–75) como Alf Garnett (Todos los 53 episodios)
- Intrigue (1966) como Schumminge (1 episodio)
- Life with Cooper (1967) como varios personajes (1 episodio)
- Misleading Cases (1967) como profesor Lindquist (1 episodio)
- Marriage and Henry Sunday (1967) como Henry Sunday
- Comedy Playhouse: Tooth and Claw (1969) como Reuben Tooth
- The Frankie Howerd Show (1969) como varios personajes (1 episodio)
- Comedy Playhouse: No Peace on the Western Front (1972) como Fritz Van Scharganau Clausewitz
- Black and Blue: Secrets (1973) como Rose
- Men of Affairs (1973–4) como Sir William Mainwaring-Brown MP (Todos los 15 episodios)
- The Sweeney (1975) como William Wardle (1 episodio)
- Play For Today: Moss (1975) como Moss (1 episodio)
- Big Deal in New York City (1977) como Albert Cakebread
- The Mechant of Venice (1980) como Shylock
- The Caretaker (1981) como Davies
- Till Death... (1981) como Alf Garnett (todos los 6 episodios)
- Lady Is a Tramp (1984) como Tramp (1 episodio)
- Waterfront (1984) como Laughing Les (miniserie)
- Men of Letters (1984) como Sir Dorton Serry (película para TV)
- The Last Bastion (1984) como Franklin D Roosevelt (miniserie)
- The Dunera Boys (1985) como Sr. Baum (miniserie)
- In Sickness and in Health (1985–92) como Alf Garnett (todos los 47 episodios)
- Tickets for the Titanic (1988) como George (1 episodio)
- Acropolis Now (1989) como Kostas Stephanidis (1 episodio)
- Jackaroo (1990) como Ambrose Barberton (1 episodio)
- So You Think You've Got Troubles? (1991) como Ivan Fox (4 episodios)
- Lovejoy (1993) como Uncle Jack (1 episodio)
- Screen One: Wall of Silence (1993) como Samuel Singer (1 episodio)
- Death of a Salesman (1996) como Willy Loman (Película para TV)
- Gobble (1997) como Waterboard Chairman (Película para TV)
- Kavanagh QC (1997) como Avran Rypin (1 episodio)
- Ain't Misbehavin' (1997) como Ray Smiles (Mini Series)
- A Word with Alf (1997) como Alf Garnett
- The Thoughts of Chairman Alf (1998) como Alf Garnett (Todos los 6 episodios)
- Gormenghast (2000) como Barquentine (4 episodios)
- Monsignor Renard (2000) como Marshall Petain (1 episodio, voz)
- A Christmas Carol (2000) como James Scrooge (papá de Eddie)
- Last of the Summer Wine (2001) como Potts (1 episodio)
- Waking the Dead (2003) como Edgar Truelove (2 episodios)
- The Shark Net (2003) como Ralph Wheatley (2 episodios)